# Мариняк Олександр Мирославович
Олекса́ндр Миросла́вович Мариня́к (3 жовтня 1979, Броди, Львівська область — 8 березня 2022, біля селища Кулажинці, Броварський район, Київська область)  — український військовослужбовець, полковник Збройних Сил України, учасник російсько-української війни. Герой України (2022, посмертно).

## Життєпис
Олександр Мариняк народився 3 жовтня 1979 року у місті Броди Львівської області. У 2000 році закінчив Харківський національний університет Повітряних Сил імені Івана Кожедуба, брав участь у миротворчих операціях у Конго та Ліберії. З 2014 року виконував завдання у районі проведення АТО/ООС. Восени 2021 року звільнився з ЗС України і пішов на пенсію, влаштувався у авіацію Національної поліції України, почав літати на вертольоті Eurocopter EC145.
Після російського вторгнення в Україну, повернувся до бригади і знову сів на свій вертоліт Мі-24. Проходив військову службу в 16 ОБрАА «Броди» Сухопутних військ ЗС України. Завдяки його рішучості під час оборони Київської області було знищено велику кількість солдатів противника, скупчення паливозаправників та ворожої техніки.
8 березня 2022 року, росіяни збили український вертоліт Мі-24 в районі селища Кулажинці на Київщині, внаслідок чого полковник Олександр Мариняк загинув. Похований у місті Броди Львівської області.

## Нагороди
- Звання Герой України з нагородженням орденом «Золота Зірка» (16 березня 2022, посмертно) — за особисту мужність і героїзм, виявлені у захисті державного суверенітету та територіальної цілісності України, вірність військовій присязі[2].
- Орден Богдана Хмельницького III ступеня (19 липня 2014) — за особисту мужність і героїзм, виявлені у захисті державного суверенітету та територіальної цілісності України[3].
- Медаль за сумлінну службу 2,3 ступенів.
- Медаль за 15 років зсу.
- Відзнака Президента України За участь АТО.
- нагрудний знак за учасник АТО.

## Вшанування пам'яті
Рішенням Бродівської міської ради від 3 листопада 2022 року на вшанування та увічнення пам'яті Героя України полковника Олександра Мариняка перейменовано вулицю Георгія Храпая у місті Броди.